# География Словении
Словения расположена на границе Центральной и Южной Европы, на северо-западной оконечности Балканского полуострова. Имеет преимущественно горный рельеф, известный карстовыми явлениями. Большей частью расположена в зоне умеренного континентального климата.
Протяжённость границ составляет 1 086 км. На западе Словения граничит с Италией (199 км), на севере — с Австрией (330 км), на северо-востоке — с Венгрией (102 км), с востока и юга — с Хорватией (455 или 670 км). Словения имеет выход к Триестскому заливу Адриатического моря и занимает часть полуострова Истрия, где стоит основной порт страны, город Копер. Протяженность с востока на запад 320 км, с севера на юг — 210 км. Длина побережья составляет 46,6 км, территориальные воды — 12 морских миль.

## Исторические регионы
Традиционно на территории Словении выделяют 4 региона, которые отличаются от современного административного деления страны и основываются на границах словенских коронных земель династии Габсбургов: Крайна, Каринтия, Штирия и Словенское Приморье (отмечено цифрой 1 на схеме). Исторические регионы состоят из областей:

Традиционно выделяемые регионы Словении

- Гориция (Goriška) (1, верхняя часть)
- Словенская Истрия (Slovenska Istra) (1, нижняя часть)
- Гореньска (Gorenjska) или Верхняя Крайна (на схеме отмечена как 2a)
- Нотраньска (Notranjska) или Внутренняя Крайна (2b)
- Доленьска (Dolenjska) или Нижняя Крайна (2c)
- Каринтия (Koroška) (3)
- Нижняя Штирия (Štajerska) (4)
- Прекмурье (Prekmurje) (5)

Первые три региона являются частями исторической области Крайна. Бела Крайна (Bela krajina), относящаяся к области Нотраньска, иногда выделяется в отдельный регион, как и Засавье (Zasavje) (долина реки Сава), которая относится к областям Гореньска и Штирия.

## Геология и рельеф

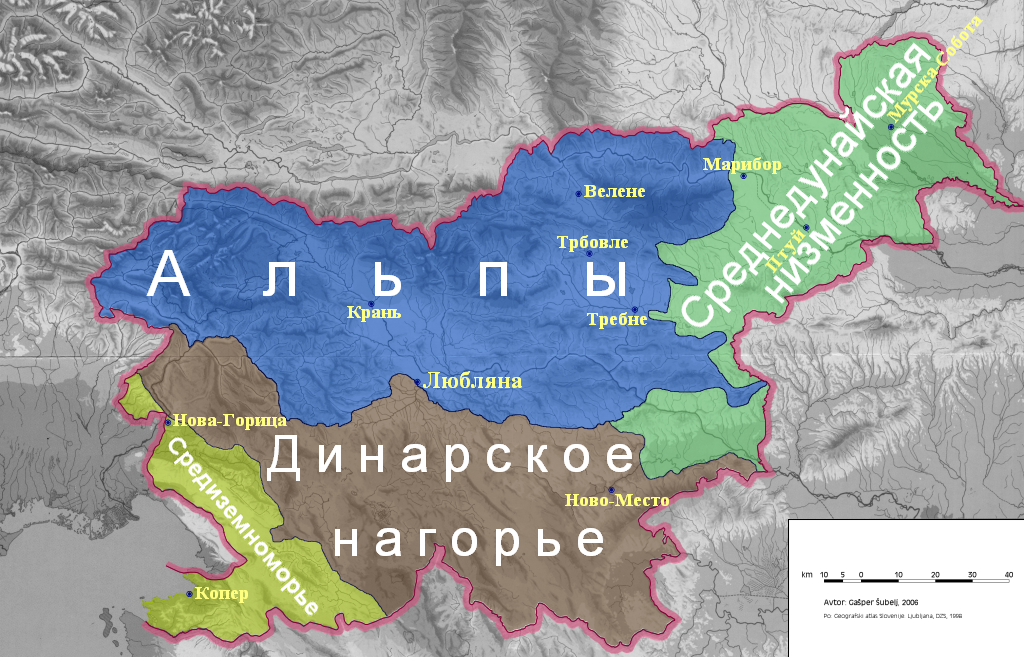
Природные регионы Словении

Рельеф Словении преимущественно горный, на её территории можно выделить 4 региона. В северо-западной и северной части страны расположены Восточные Альпы, которые занимают примерно 2/5 территории. На северо-западе находятся Юлийские Альпы, где возвышается гора Триглав (2864 м) — высочайшая точка страны. На севере вдоль границы с Австрией тянется хребет Караванке (гора Великий Стол, 2236 м), южнее поднимаются Савинские Альпы (гора Гринтавец, 2558 м), восточнее — массив Похорье (гора Чрни-Врх, 1543 м). Второй по размеру (1/4 территории) регион занимает юго-запад страны — это известняковое плато Карст, северо-западное окончание Динарского нагорья. От названия этого плато произошло слово «карст», поскольку это засушливое плато всемирно известно своим карстовым рельефом и пещерами (Постойнска-Яма, Шкоцянские пещеры).

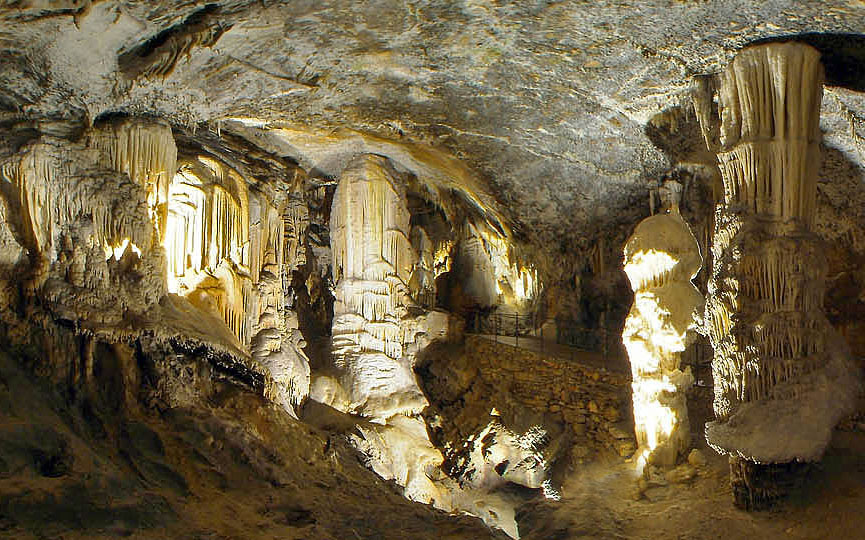
Сталагмиты в пещере Постойнска-Яма

На востоке страны находится равнинный плодородный участок (1/5 территории), где располагается западная окраина Среднедунайской низменности. На востоке в междуречье Драва-Мура располагается холмистая область Словенске-Горице. Восточнее Муры, до границы с Венгрией — область Словенска Крайна. На западе у побережья Адриатического моря проходит узкая полоса прибрежной равнины (1/12 территории страны), называемая Приморска (включает в себя словенскую часть Истрии, районы, прилегающие к адриатическому побережью, и долины рек Соча и Випава).
В недрах Словении имеются полезные ископаемые: бурый уголь, руды свинца, цинка, ртути, урана, серебра, а также строительный камень.
Через территорию страны проходят тектонические разломы, вдоль которых возможны такие землетрясения, как произошедшее в Любляне в 1895 году.

## Климат

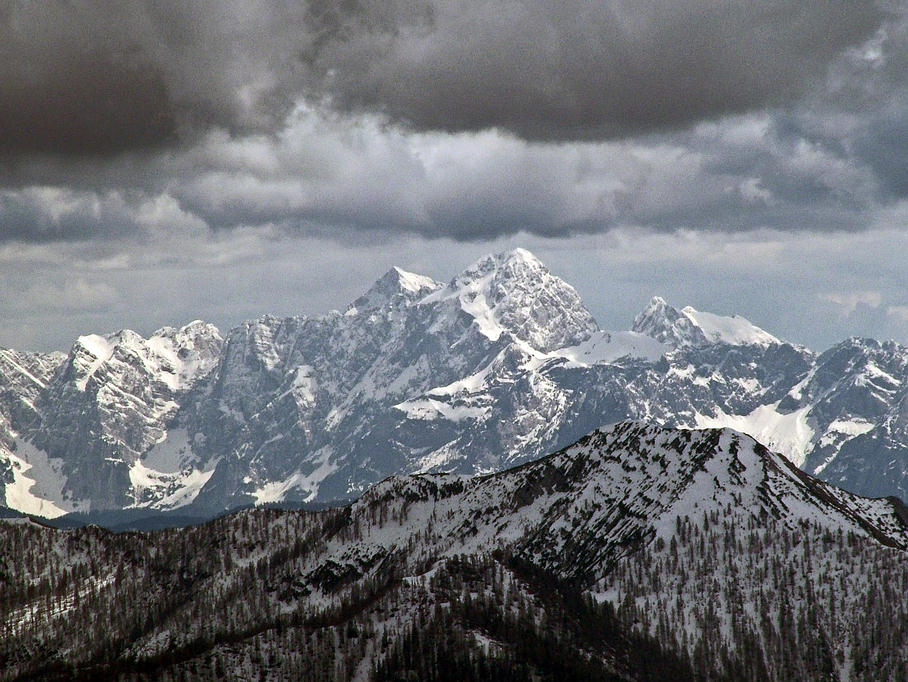
Триглав — высочайшая точка Юлийских Альп и Словении

На климат Словении влияет близость Адриатического моря и Альп, которые задерживают воздушные массы с юга и закрывают территорию страны от холодных северных ветров. Выделяют три климатические зоны: прибрежные районы Истрии, центральная область и восточная часть страны.
Побережье Адриатического моря имеет субтропический климат средиземноморского типа, характерный для Далматинского побережья. Летние температуры часто поднимаются выше 27 °C (июнь-июль), а зимние — редко опускаются ниже 10 °C, однако иногда на температуру воздуха влияет холодный северный ветер бора. Осадки максимальны весной и осенью (до 381 мм в месяц).
Северные и центральные области Словении, составляющие большую часть её территории, расположены в умеренном континентальном климате с жарким летом с прохладной зимой. На плато и в межгорных долинах средняя температура января составляет от 0 до −2 °C, в горах — от −4 до −6 °C. Средняя температура июля — 18—19 °С в предгорьях и 15-17 °С в горах. Осадки составляют более 950 мм в год, в горных районах этот показатель местами превышает 2000 мм. Третья (восточная) часть страны отличается мягкостью зимы, с ноября по февраль температура часто опускается ниже нуля, но снег выпадает реже и быстро тает. Максимальная температура середины лета часто поднимается выше 21 °C, среднегодовое число осадков составляет 700 мм.

## Водные ресурсы

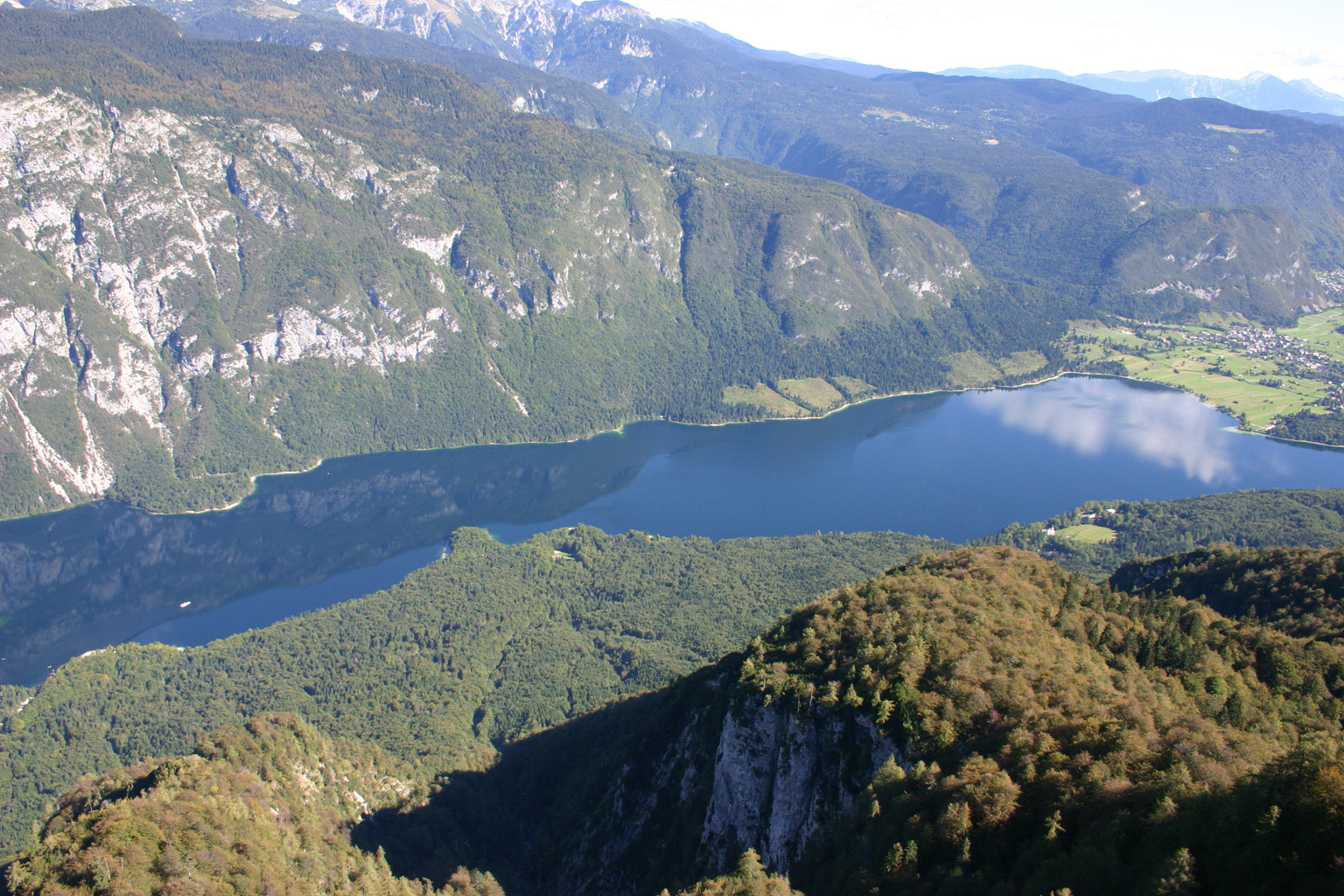
Бохинское озеро

Общий объём возобновляемых водных ресурсов составляет 32,1 км³ (2005).
Большая часть рек Словении принадлежат бассейну Дуная. Крупнейшая из них, река Сава начинается в Юлийских Альпах от слияния рек Сава-Долинка и Сава-Бохинька и пересекает страну с северо-запада на юго-восток, по её долине проходит железная дорога в Загреб и Белград. К бассейну Савы относятся реки Крка, Колпа (Купа) и Любляница, на которой стоит столица страны. По восточным районам Словении протекают реки Драва (исток в австрийской земле Каринтия) и её притоки — Мура (исток в австрийской земле Штирия), Дравиня и др. К бассейну Адриатического моря принадлежит река Соча (с притоком Випава), которая начинается у горы Триглав и протекает по западной конечности страны, а также река Река, проложившая часть своего русла под плато Карст. Реки Словении непригодны для судоходства, но используется в целях гидроэнергетики (возведены каскады ГЭС).

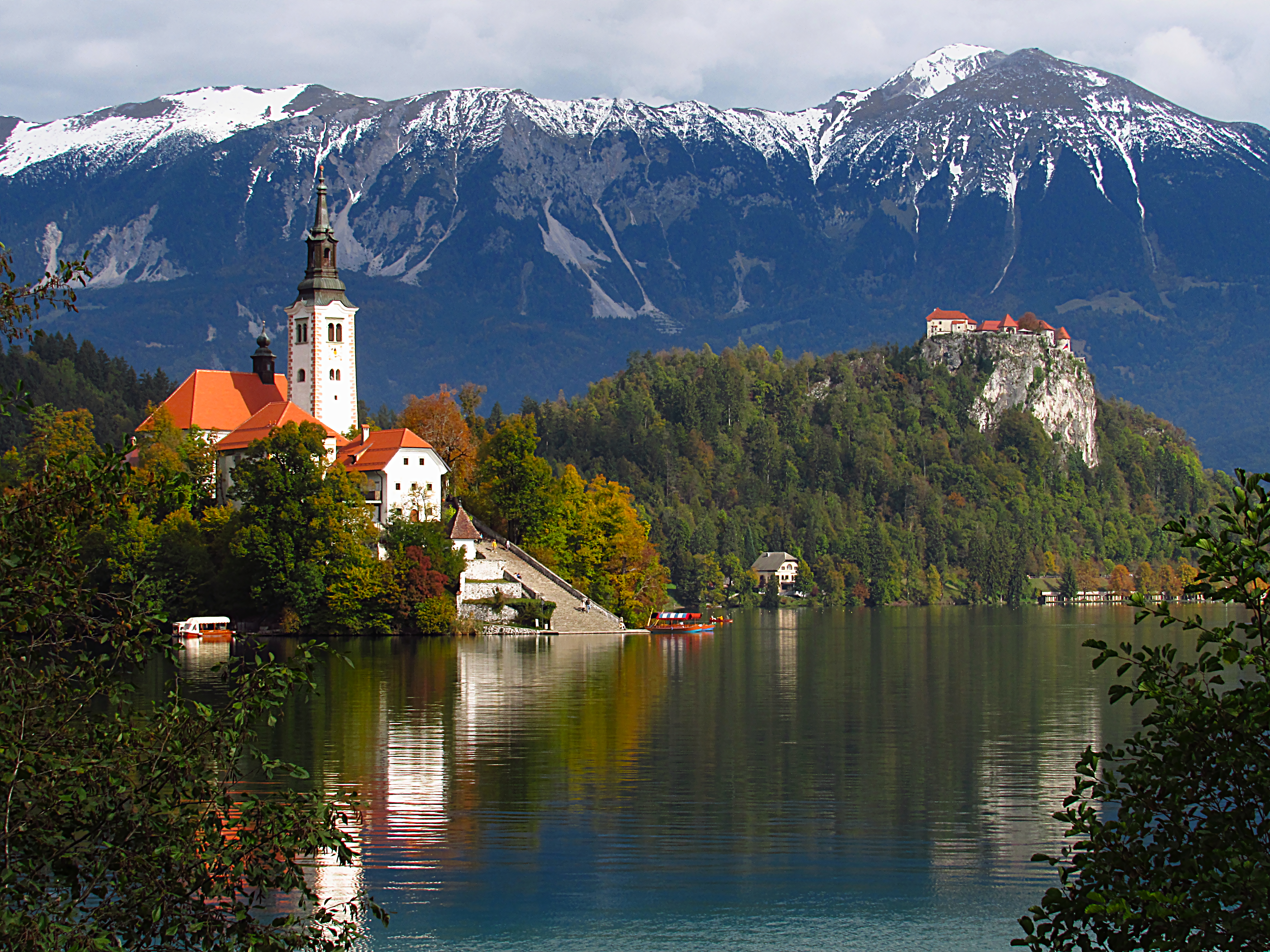
Озеро Блед

Озёра Словении преимущественно горные, ледниковые — Бохинское озеро (крупнейшее из постоянных озёр), Блейско и Триглавские озёра, также имеются карстовые водоёмы, например Дикое озеро и исчезающее озеро Церкница.

## Почвы
Сложная геология Словении отразилась на распределении почв. Небольшой толстый плейстоценовый слой имеет высокую кислотность и вязкость. Преобладают бурые лесные и горно-лесные почвы и нижележащий слой карбонатный пород подходит для произрастания древесных пород. В долинах встречаются аллювиальные и болотистые почвы; карстовые воронки и провалы заполнены краснозёмом.
Пахотных земель 8,53 %, земель занятых постоянными зерновыми культурами — 1,43 % (2005). Орошается 30 км² земель (2003).

## Растительность и животный мир

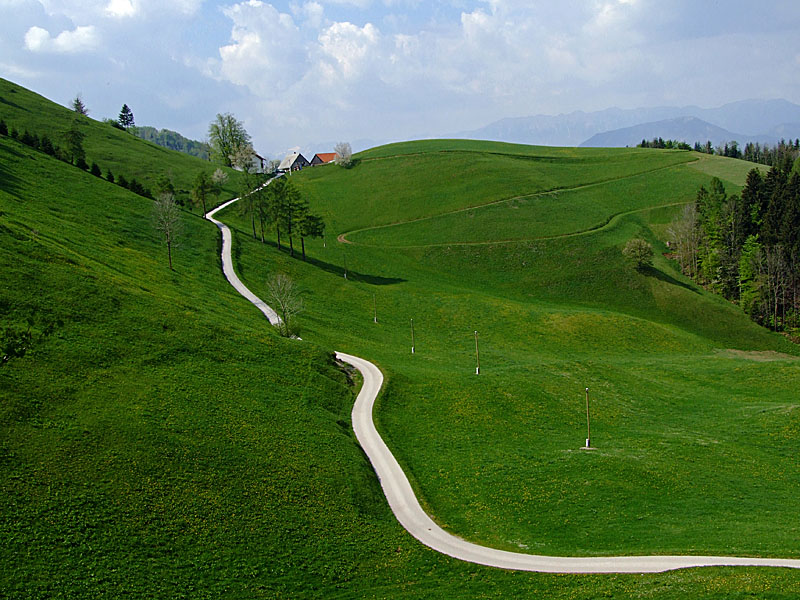
Холмы в районе города Идрия

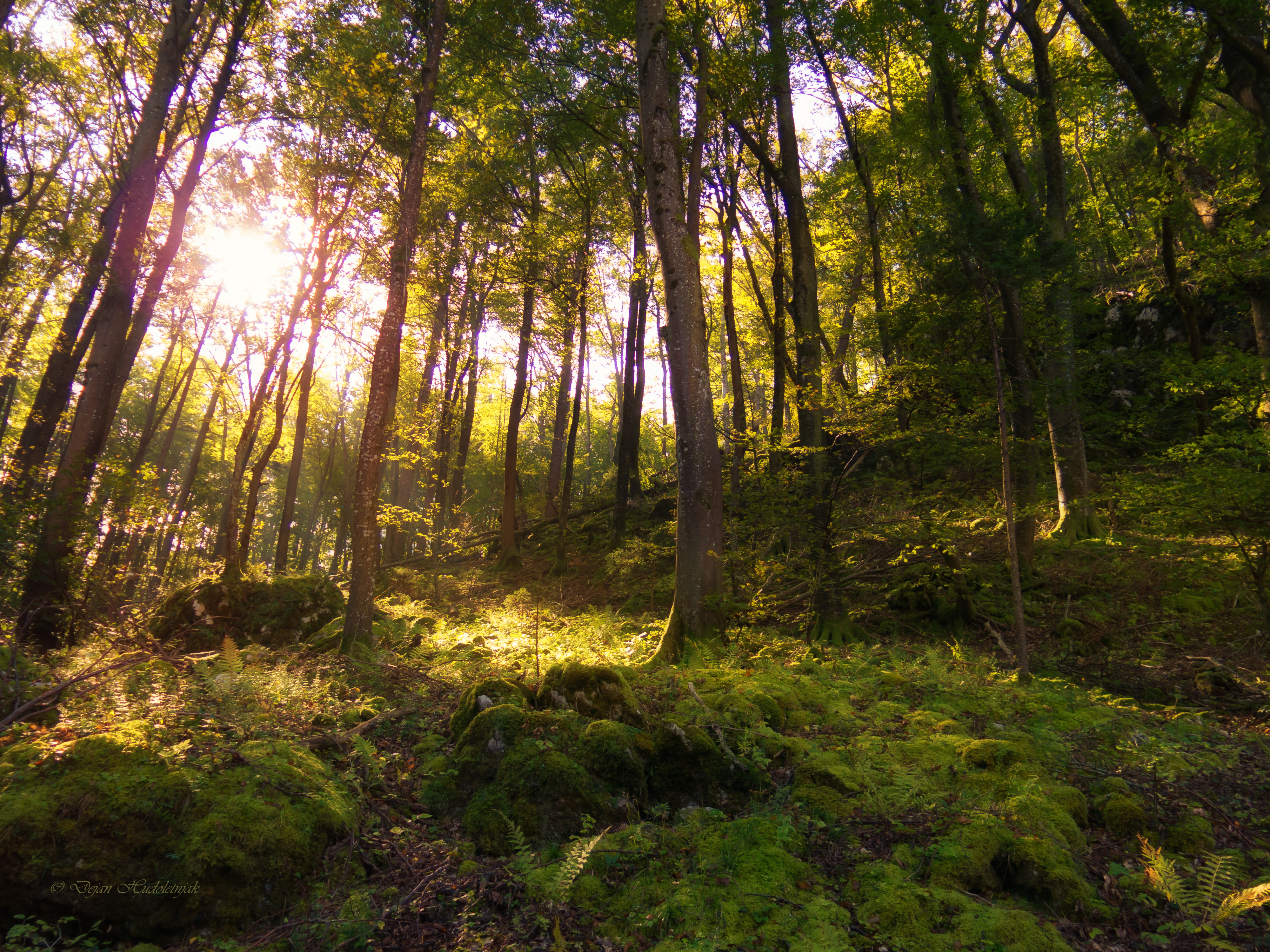
Лиственный лес в Словении

Флора Словении отражает физиографическое разнообразие и представлена 3200 видами сосудистых растений, из которых 66 являются эндемиками, а 330 занесены в Красную книгу.
Леса распространены в основном в горных районах и занимают около 3/5 территории страны. Словения занимает третье место в Европе после Финляндии и Швеции по площади лесов. Нижние части склонов (до высоты около 600 м) занимают дубово-грабовых леса с примесью клёна, липы и ясеня, выше — буково-пихтовые леса, переходящие в сосново-еловые (включая можжевельник). В верхнем поясе горных массивов (выше 1800 м) развиты субальпийские и альпийские луга. На плато Карст растительность скудная, степного характера, имеются кустарниковые заросли и редкостойные дубово-грабовые леса. В прибрежных районах произрастают средиземноморские кустарники (маквис).

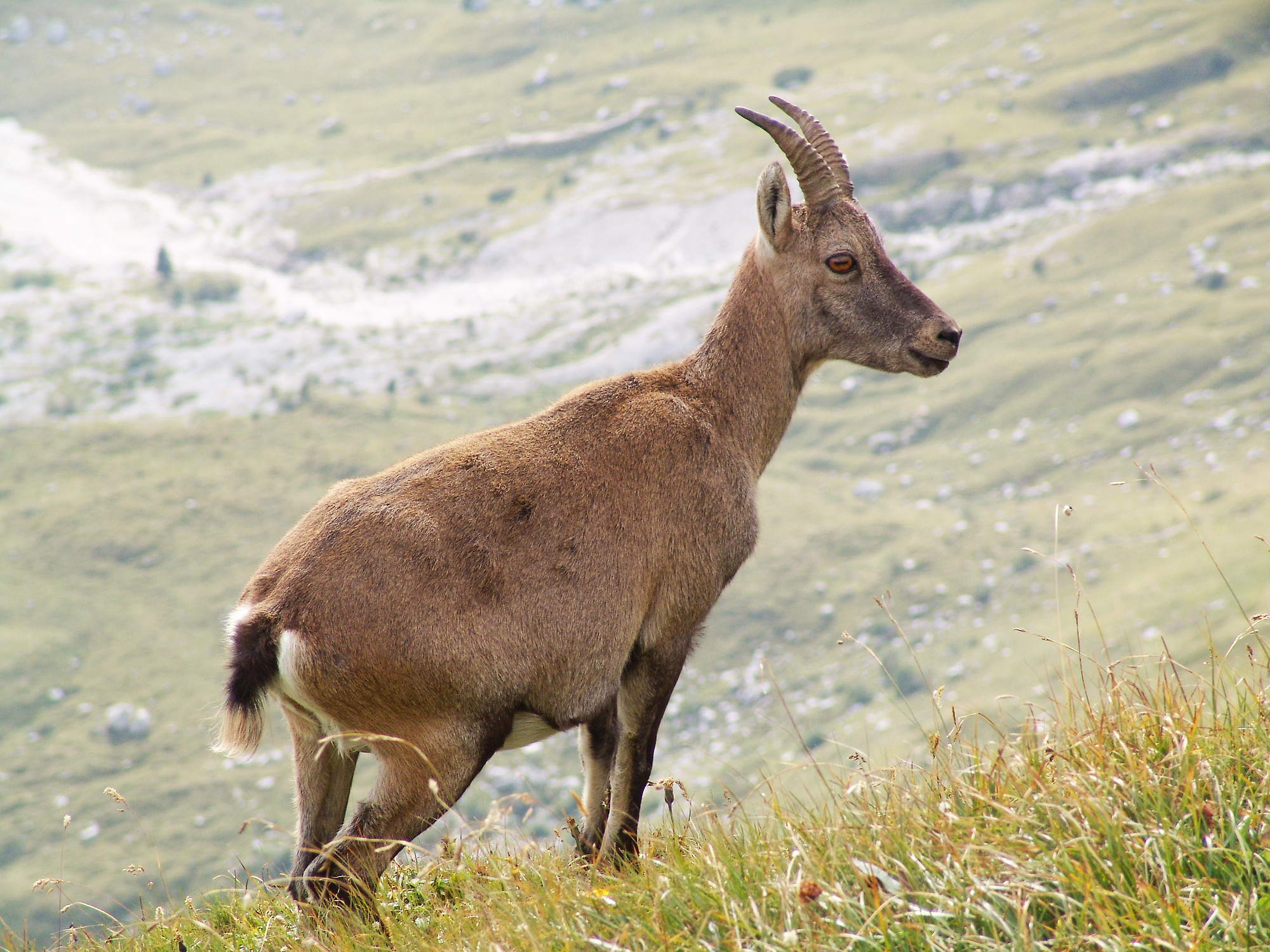
Альпийский козерог в горах Словении

Фауна Словении насчитывает около 13 тыс. видов, включая 423 вида позвоночных и 400 эндемиков (обитают большей частью в пещерах и карстовых водоемах), а также 238 видов, которые находятся под угрозой исчезновения. В горах Словении представлены: альпийский горный козёл, европейский бурый медведь, обыкновенная рысь, евразийский волк, серна, европейская косуля, кабан, барсук, зайцы и куницы. В карстовых районах водятся змеи, ящерицы и черепахи, в подземных озёрах обитают европейские протеи. Птицы представлены глухарями, серыми куропатками, соколами и другими видами. Воды Адриатики являются не особо привлекательной средой обитания для рыб, но в реке Соча водится форель и хариус. Также встречается американская палия и дунайский лосось.

## Экология и защита природы
Река Сава загрязнена коммунальными и промышленными отходами. Прибрежные воды содержат тяжёлые металлы и токсичные соединения; леса у города Копер страдают из-за загрязнения воздуха выбросами металлургических и химических заводов и из-за сопутствующих кислотных дождей.
В Словении уделяется большое внимание охране окружающей среды и сохранению биоразнообразия. Общая площадь природоохранных территорий составляет 140,4 тыс. га (8 % площади страны). В Юлианских Альпах находится единственный национальный парк Триглав, имеются также 2 региональных парка, 34 ландшафтных парка, 49 заповедников и 623 памятника природы.